# ريتشارد ستيوارت
ريتشارد ستيوارت (بالإنجليزية: Richard Stuart)‏ هو سياسي أمريكي، ولد في 6 يناير 1964 في فريدريكسبيورغ في الولايات المتحدة. حزبياً، نشط في الحزب الجمهوري. وقد انتخب عضو مجلس ولاية فرجينيا.

## وصلات خارجية
- الموقع الرسمي